# Egid Saukel
Egid Saukel (* 3. Februar 1900 in Aidhausen; † 6. September 1958 in Hofheim in Unterfranken) war ein deutscher Politiker (CSU, BP). Er war von 1950 bis 1954 Mitglied des Bayerischen Landtages.

## Leben
Saukel besuchte von 1906 bis 1913 die Volksschule und ab September 1913 das Humanistische Gymnasium Würzburg. Im Ersten Weltkrieg war er als Kriegsfreiwilliger von 1917 bis 1919 bei der kaiserlichen Marine. Nach dem Krieg machte er 1920 sein Abitur am Gymnasium Schweinfurt und arbeitete anschließend von September 1920 bis April 1924 als Bankangestellter. Von Mai 1925 bis 1928 studierte er Rechtswissenschaften in München und Würzburg. Saukel legte das Referendarexamen 1928 in Würzburg ab und war von 1928 bis 1931 als Referendar im Vorbereitungsdienst. Er erhielt 1932 die Zulassung als Rechtsanwalt in Hofheim. Zum 1. Mai 1933 trat er der NSDAP bei. Im Zweiten Weltkrieg wurde er zur Kriegsmarine eingezogen.
Saukel war vom 27. November 1950 bis zum 12. Dezember 1954 für den Wahlkreis Unterfranken Mitglied des Bayerischen Landtages sowie zunächst der BP-Fraktion und ab November 1953 Mitglied der CSU-Fraktion. Im Landtag war er des Weiteren Mitglied des Ausschusses für Rechts- und Verfassungsfragen, des Ausschusses für Wirtschaft und Verkehr, des Ausschusses für die Geschäftsordnung, des Ausschusses für Angelegenheiten der Heimatvertriebenen und Kriegsfolgegeschädigten, des Untersuchungsausschusses zur Prüfung der Vorgänge im Landesentschädigungsamt und des Unterausschusses zur Beratung des Antrags Hauffe betreffend die Wiedereinsetzung der früheren Angehörigen des bayerischen Versorgungsverbandes in ihre alten Rechte sowie Mitglied des Unterausschusses Gemeindeneubildung im Landkreis Fürstenfeldbruck.